# Corybantes veraguana
Corybantes veraguana is een vlinder uit de familie Castniidae. De wetenschappelijke naam van de soort is voor het eerst geldig gepubliceerd in 1877 door John Obadiah Westwood.
De soort komt voor in het Neotropisch gebied.

## Ondersoorten
- Corybantes veraguana veraguana (Panama)
- Corybantes veraguana govara (Schaus, 1896) (Colombia)
  - = Castnia govara Schaus, 1896
- Corybantes veraguana parambae (Rothschild, 1919) (Ecuador)
  - = Castnia parambae Rothschild, 1919